# Svetlana Ișmuratova
Svetlana Irekovna Ișmuratova (în bașchiră Светлана Ирек ҡыҙы Ишморатова, în rusă Светлана Ирековна Ишмуратова; n. 20 aprilie 1972, Zlatoust, RSFS Rusă, URSS) este o sportivă rusă și tătaro-bașchiră de biatlon. Ea locuiește în Celeabinsk și este militar de profesie.
Ișmuratova a câștigat aurul la concursul individual feminin de 15 km la Jocurile Olimpice de iarnă din 2006 de la Torino, Italia.
Este de două ori campioană olimpică în 2006, de cinci ori campioană mondială, de patru ori campioană europeană. A primit titlul de Maestru Emerit al sportului din Rusia. S-a retras în sezonul 2005/2006 la vârsta de 33 de ani.

## Biografie
Svetlana Irekovna Ișmuratova s-a născut în Zlatoust (regiunea Celeabinsk). Ea a absolvit mai întâi Școala Gimnazială de Comerț din Zlatoust și apoi Academia de Stat de Educație Fizică. La schi fond a concurat doar ocazional la începutul carierei. În 1991, Ișmuratova a devenit campioana juniorilor URSS la cursa individuală și campioana la cursa de seniori pe echipe. În 1996, ea a fost acuzată de dopaj și astfel a fost descalificată următorii doi ani. Acesta a fost sfârșitul carierei ei de schi. 
În toamna anului 1996, un antrenor din Moscova i-a oferit Svetlanei să se antreneze cu echipa sa feminină de biatlon. Și astfel într-un an Svetlana a ajuns campioana Rusiei. În 2002, la Jocurile Olimpice de iarnă din Salt Lake City a fost medaliată cu bronz la ștafetă. Patru ani mai târziu, ea a câștigat două medalii de aur la Jocurile Olimpice de iarnă din 2006, în cursa individuală și la ștafetă. Pe lângă asta, are șase titluri de campioană mondială (la biatlon vara și iarna).
La 2 decembrie 2007, Ișmuratova a fost aleasă deputat al Dumei de Stat a Federației Ruse a cincea convocare din partea partidului Rusia Unită.
Are gradul militar de colonel al Forțelor Armate ale Federației Ruse.